# توماستاون، ویکتوریا
توماستاون (به انگلیسی: Thomastown) یک منطقهٔ مسکونی در استرالیا است که در ویکتوریا (استرالیا) واقع شده‌است.